# Lucía Magnin
Lucía Angélica Magnin (Paraná, Argentina 7 de mayo de 1976) es una arqueóloga, doctora en ciencias naturales e investigadora que trabaja en el Museo de La Plata, Buenos Aires. Investiga en Patagonia Argentina, en la provincia de Santa Cruz sobre el registro arqueológico de grupos cazadores-recolectores. Desempeñó su trabajo de investigación en la División Arqueología del Museo de La Plata. 

## Biografía
Magnin estudió Licenciatura en Antropología en la Facultad de Ciencias Naturales y Museo (FCNyM) en la Universidad Nacional de La Plata (UNLP) desde 1996 hasta el 2004.
Desde 2005 hasta 2010 trabajó en su tesis de posgrado como becaria del Consejo Nacional de Investigaciones Científicas y Técnicas (CONICET).
Para su tesis doctoral “Distribuciones arqueológicas en la Meseta Central de Santa Cruz. Implicancias para los estudios de uso del espacio y movilidad de sociedades cazadoras recolectoras”, trabajó en un sector que comprende las localidades arqueológicas de La Primavera, La Lotita y Las Mercedes.  Buscó profundizar sobre los diferentes usos del espacio y el paisaje y las actividades de aprovisionamiento de recursos realizadas por estos grupos desde tiempos prehispánicos. Estudio los patrones de movilidad, dispersión y localización, mediante el uso de Sistemas de Información Geográficos y el análisis tanto estratigráfico como de la evidencia encontrada en superficie. Se doctoró el 7 de abril del 2011.
Desde 2013, Magnin trabaja en el parque nacional Bosques Petrificado de Jaramillo donde realizó sus investigaciones de post-doctorado. Los estudios en la zona están enmarcados dentro de un proyecto de investigación: “Estudio macro-regional de los paisajes arqueológicos patagónicos desde el pleistoceno final al holoceno tardío: corredores, redes y lugares de interacción social de los cazadores recolectores en los macizos del Deseado y Somuncurá” dirigido por la Dr. Laura Miotti. 
Además desde la misma fecha (2013), Magnin dirige dos proyectos de investigación: “Arqueología de cazadores recolectores del Macizo Central de Santa Cruz. Análisis cuantitativos de patrones espaciales”  e “Investigación sobre paisajes de cazadores-recolectores mediante aplicación de tecnologías de información geográfica (Macizo del Deseado, Santa Cruz, Argentina)”
El parque nacional Bosque Petrificado de Jaramillo es un lugar de gran riqueza arqueológica, ya que en el habitaron grupos de cazadores recolectores desde el primer poblamiento americano. Estos proyectos de investigación buscan dar cuenta del uso del espacio y paisaje regional.

## Actividad
Tiene numerosos análisis de patrones espaciales de grupos cazadores recolectores en el macizo del Deseado (Santa Cruz, Argentina) y específicamente dentro del parque nacional Bosques Petrificado de Jaramillo. Estos estudios buscan entender los usos del espacio, movilidad y dispersión de estos grupos desde el primer poblamiento de América hasta el momento de contacto con los europeos.
Los Sistemas de Información Geográfica (SIG) son la principal herramienta metodológica que utiliza Magnin en sus trabajos. Los SIG dentro de estas investigaciones le permiten sistematizar la información geográﬁcamente referenciada de evidencias arqueológicas y registrar el uso de la espacialidad de los grupos cazadores-recolectores para así descifrar posibles patrones de localización y movilidad. 
En sus trabajos, se posiciona desde una línea teórica Procesual-Cognitiva, en la que toma aportes de la Ecología Cultural, la Arqueología Simbólica y la Arqueología Espacial. Por otro lado, utiliza aportes de la llamada "Aproximación al Paisaje" en sus análisis arqueológicos.
En la actualidad, Lucía Magnin es Investigadora Adjunta de CONICET y ocupa un cargo dentro del Servicio de Guías en el Área Educativa del Museo de La Plata.

## Publicaciones
Lucía A. Magnin escribió numerosos artículos, para revistas como Intersecciones en Antropología, Cuadernos de Antropología, Southbound, Quaternary International, Revista Arqueología y Dossier Revista Arqueología. También colaboró en capítulos de libros. Algunas de estas publicaciones son:
- Magnin L.;  Gómez, J.C “Mapa de unidades geomorfológicas del Parque Nacional Bosques Petrificados de Jaramillo (Santa Cruz, Argentina) para su aplicación geoarqueológica.” (2019)

- Magnin, L.: “SIG arqueológico del Parque Nacional Bosques Petrificados de Jaramillo (Provincia de Santa Cruz, Argentina)” En Revista Arqueología (2017)
- Magnin L.; Hermo, D.; Moreira, P.; Medel, S.: “Variabilidad y distribución de fuentes de materias primas líticas en el Macizo del Deseado (Santa Cruz, Argentina). “ En Intersecciones en Antropología (2015)
- Magnin, L; García, R.; Laborda, L.; Rosato, V.: “Hongos liquenizados hallados sobre restos arqueológicos. Nuevos registros para la provincia de Santa Cruz y un nuevo registro para Argentina.” En Boletín de la Sociedad Argentina de Botánica (2015)
- Magnin L.; Carden, N.; Blanco, R.; Poiré, D.: “Análisis de pigmentos del Macizo del Deseado: el abastecimiento de materias primas y la producción de pinturas rupestres en Cueva Maripe (Santa Cruz, Argentina)” En Relaciones de la Sociedad Argentina de Antropología (2014)
- Magnin L.: “¿Dónde pintar? Un análisis comparativo mediante SIG como aproximación a las decisiones humanas” En: Magallania (2013)
- Miotti, L. y L. Magnin: “South America 18,000 Years Ago: Topographic Accessibility and Human Spread”. En: Southbound (2012)
- Magnin L. A.: “Paisajes digitales. Aproximación teórica, materiales y técnicas.”, En: Arqueología de Patagonia: una mirada desde el último confín. .” En libro: “Arqueología de Patagonia: una mirada desde el último confín.” (2009)

- Libro: Terranova, E.; Hermo, D.; Blanco, R.; Magnin, L.; Lynch, V.; García Añino, E.; Mosquera, B.; Carden, N.; Miotti, L.: “Vivir en la Patagonia, una historia antigua. Arqueología de las primeras poblaciones del sur del continente” (2016)